# Artur Malik
Artur Malik (ur. 4 września 1968) – polski perkusista rockowy i jazzowy, absolwent Wydziału Jazzu i Muzyki Rozrywkowej Akademii Muzycznej w Katowicach. Założyciel „Malik – Szkoła Perkusji”.

## Kariera muzyczna
Karierę rozpoczął w sierpniu 1988 od grania w zespole Lombard, z którym zagrał serię koncertów i nagrał albumy: Koncert, Welcome Home, Rocking the East, ’81–’91 Największe przeboje, Afryka i Deja’Vu. Brał udział w nagraniu albumu Urszuli pt. Biała droga. Był współzałożycielem zespołów: Funk de Nite (z którym nagrał album pt. So What) i L.A.P.d.. Współpracował także z wykonawcami, takimi jak Chłopcy z Placu Broni, For Dee, ZanderHaus, Pod Budą, Anna Treter, Bluesmobile, Kulturka, Majka Jeżowska, Maciej Zembaty, Wały Jagiellońskie, Püdelsi, Janusz Radek, Krzysztof Zalewski, Olek Klepacz, Jacek Wójcicki, Maciej Balcar, Jarosław Śmietana, Marek Raduli, Krzysztof Ścierański, Ryszard Sygitowicz, Jacek Chruściński, Maciej Balcar, Artur Gadowski, Piotr Nalepa, Paweł Mąciwoda, Marcin Daniec, Rudi Schuberth, Michał Zabłocki, Michał Bajor, Alicja Majewska, Krzysztof Kiljański, Jacek Królik, Piotr Żaczek, Zbigniew Jakubek, Joachim Mencel, Jan Hnatowicz i Steve Logan.
Przez 25 lat uczył gry na perkusji w Krakowskiej Szkole Jazzu, był też wykładowcą na Akademii Jazzu i Muzyki Rozrywkowej w Krakowie. Następnie został nauczycielem gry na perkusji w „Malik – Szkoła Perkusji” w Wieliczce.
Znalazł się w zestawieniu „101 najważniejszych polskich bębniarzy wszech czasów” sporządzonym przez redakcję „Magazynu Perkusista”.